# Одного разу під Полтавою (сезон 15)
Фінальний п'ятнадцятий сезон серіалу Одного разу під Полтавою, українського сіткому, який створено студією «Квартал-95» для телеканалу ТЕТ. Прем'ера відбулася 13 лютого 2023. Студія «Drive Production» також займається продюсуванням Одного разу під Полтавою. Сезон вміщає 20 епізодів і виходив по 2 березня 2023.
Цей сезон було відзнято до 24 лютого 2022 року, але через російське вторгнення в Україну, він був перенесений на 2023 рік. 

## Актори і персонажі
| - Ірина Сопонару в ролі Яринки. - Юрій Ткач в ролі Юрчика. - Віктор Гевко в ролі Віті (кума Юрчика і Яринки). - Олександр Теренчук в ролі Сашка (дільничого). - Анна Саліванчук в ролі Віри. - Олександр Данильченко в ролі діда Петра. - Дмитро Голубєв в ролі Боріка. - Олександр Степаненко в ролі бармена. - Олександра Машлятіна в ролі Наталки (офіціантки). | Другорядні персонажі |

## Перелік серій
| Номер взагалі | Номер в сезоні | Назва                    | Режисер        | Сценарист(и)                    | Дата показу    |
| --- | -------------- | ------------------------ | -------------- | ------------------------------- | -------------- |
| 269 | 1              | «Ювілей»                 | Андрій Бурлака | Євген Пилипенко                 | 13 лютого 2023 |
| Рівно рік тому Юрчик і Яринка відкрили свій ресторан. З цієї нагоди Яринка влаштовує невеличкий корпоратив для співробітниців і всіх причетних. На Юркові плечі теж випала робота — запросити кума, Сашка і діда Петра. А головне, взяти пляшку, яку Яринка рік тому придбала спеціально для цієї події. Якщо Юрко не принесе саме цю пляшку на корпоратив, йому буде непереливки. |                |                          |                |                                 |                |
| 270 | 2              | «Мандариноманія»         | Андрій Бурлака | Дмитро Чивурін                  | 13 лютого 2023 |
| Яринка настільки обожнює мандарини, що скупила б їх усі. Юрчик сприймає це як виклик. І дуже швидко знаходить постійних постачальників найсмачніших мандарин у всій Полтавській області. Але так само швидко у Яринки і Юрчика починається справжня залежність. |                |                          |                |                                 |                |
| 271 | 3              | «Батько»                 | Андрій Бурлака | Чингіс Мазінов                  | 14 лютого 2023 |
| Юрчик вперше пішов на батьківські збори до свого сина Ярчика. Сам того не зрозумівши, батько потрапив не в той клас. Дізнавшись це Яринка розсердилася на нього. Потім ще запитала скільки років їх дитині, а він навіть цього не згадав. Виявилося, що Юрчик взагалі нічого не знає про свого сина, за це Яринка його покарала. Тепер він має проводити з Ярчиком більше часу, а також стати йому не тільки татом, а й мамою.                                                                              |                |                          |                |                                 |                |
| 272 | 4              | «Капсула здоров'я»       | Андрій Бурлака | Чингіс Мазінов                  | 14 лютого 2023 |
| До Юрчика знову завітав кум Вітя з черговою бізнес-ідеєю. Він почав розповідати про новинку, яку побачив у торговому центрі – капсулу здоров’я. Мовляв, із першого сеансу ефект – просто бомба. Попри те, що Вітя так енергійно розповідав, Юрчик його не слухав, давав хропака. Тоді кум вирішив, що саме Юрчик і стане першим клієнтом для цього бізнесу. |                |                          |                |                                 |                |
| 273 | 5              | «Курси самооборони»      | Андрій Бурлака | Ілля Дерменжі та Сергій Бібілов | 15 лютого 2023 |
| У рамках профілактики правопорушень та боротьби зі злочинністю серед односельців дільничий Сашко відкриває курси самооборони. А щоб про це дізналися всі, Сашко просить Юрчика і Яринку повісити в кафе рекламний плакат. Яринка радо погоджується! За умови, що для неї курс буде абсолютно безкоштовний, адже справжня бізнес-леді повинна вміти постояти за себе. |                |                          |                |                                 |                |
| 274 | 6              | «Книги»                  | Андрій Бурлака | Тарас Стадницький               | 15 лютого 2023 |
| У Юрчика з'явилося багато вільного часу. Дід Петро, як людина освічена і начитана, порадив провести цей час не лише весело, а й з користю для словникового запасу, і залишив Юркові книгу. І хто б міг подумати, що читання так сподобається самому ледачому мешканцю села під Полтавою... Виявляється, заохотити до книги — легко. Як? |                |                          |                |                                 |                |
| 275 | 7              | «Фотосесія»              | Андрій Бурлака | Дмитро Голубєв                  | 16 лютого 2023 |
| Яринці зателефонували із глянцевого журналу “Полтава гламурна” і як власниці ресторану, запропонували взяти участь у фотосесії в рубриці “Бізнес-пари регіону”. Яринка була просто у захваті від такої пропозиції, на відміну від Юрчика. Але дружина була налаштована серйозно, тому спочатку їй потрібно було привести зовнішній вигляд чоловіка до ідеалу. |                |                          |                |                                 |                |
| 276 | 8              | «Сварка»                 | Андрій Бурлака | Тарас Стадницький               | 16 лютого 2023 |
| Юрчикова мама гостює вже більше двох тижнів. Яринці це уже надокучило й натяки не допомогли. Юрчик не може вигнати свою маму. До Яринки приходить геніальна ідея. Цей підступний план полягав у тому, що вони мають посваритися через його маму, щоб вона швидше поїхала. |                |                          |                |                                 |                |
| 277 | 9              | «Укус собаки»            | Андрій Бурлака | Ілля Дерменжі та Сергій Бібілов | 21 лютого 2023 |
| До Юрчика надворі причепилася собака і почала гавкати. Юрчик став відлякувати її, а вона його вкусила. Яринка обробила рану і застережила чоловіка, що він має знайти цього собаку. Інакше його повезуть у Полтаву робити уколи в живіт від можливих захворювань. Юрчик злякався і відправився на пошуки собаки. |                |                          |                |                                 |                |
| 278 | 10             | «Ярчик дорослішає»       | Андрій Бурлака | Дмитро Голубєв                  | 22 лютого 2023 |
| У школі Ярчик вперше намалював портрет сім’ї. Юрчик на честь цього влаштував святкову вечерю для сім’ї і підготував рамку для цього малюнка. Зібравшись разом, Яринка дістала очікуваний малюнок. Проте на ньому крім тата, мами та дитини поруч стояла особа із ножем та червоним капелюхом. Юрчик розлютився від ревнощів, подумавши, що то один із кухарів у їхньому ресторані. |                |                          |                |                                 |                |
| 279 | 11             | «Книга відгуків»         | Андрій Бурлака | Чингіс Мазінов                  | 22 лютого 2023 |
| У ресторані Юрчика і Яринки знову галас – бармен Антон і офіціантка Наталка не можуть вирішити, кому дістануться чайові. До суперечки приєднуються і самі власники ресторану, Юрчик приймає сторону Антона, а Яринка – Наталки. Проте все переростає в особистий конфлікт між парою. Як наслідок, Юрчик пропонує Яринці заключити парі: в кого з їхніх підлеглих через тиждень буде більше позитивних відгуків, той і стає одноособним власником ресторану. Та чи буде чесною ця боротьба?                  |                |                          |                |                                 |                |
| 280 | 12             | «Перепродаж»             | Андрій Бурлака | Дмитро Голубєв                  | 23 лютого 2023 |
| Знайшовши прострочене м’ясо на кухні ресторану, Яринка наказала кухарю Боріку позбутися усіх зіпсованих продуктів. Та у кума, який обідав на кухні в цей час і все чув, є на це свій план. Щоб товар не пропадав дарма, він таємно від Яринки вирішив зайнятися перепродажем і поставляти продукти в магазин до Віри. А тим часом Юрчик разом з Ярчиком вчаться збирати пазли. Щоправда, виходить в них не дуже, так що навіть довелося кликати діда Петра на допомогу.                                     |                |                          |                |                                 |                |
| 281 | 13             | «Секта»                  | Андрій Бурлака | Чингіс Мазінов                  | 23 лютого 2023 |
| Жінки вже третій вечір поспіль збираються на загадкові збори у магазині Віри. Це викликало неабияку занепокоєність Юрчика та кума, тому вони вирішили піддивитись, що ж там відбувається. І те, що вони побачили, шокувало – дівчата сидять в колі, у напівтемряві при свічках. Одним словом – секта. Але чи справді все так, як здається? Щоб розвіяти усі сумніви, кум і Юрчик починають власне розслідування.                                                                                            |                |                          |                |                                 |                |
| 282 | 14             | «Сон»                    | Андрій Бурлака | Аліна Блажкевич                 | 27 лютого 2023 |
| Юрчику наснився еротичний сон, наче він зайшов в магазин до Віри по хліб, а та замість здачі запропонувала йому «солоденьке». Тепер почуття провини не дає йому нормально жити. Сон постійно ввижається йому в реальному житті. До чого це доведе Юрчика і чи дійде справа до зради наяву? |                |                          |                |                                 |                |
| 283 | 15             | «Іграшка»                | Андрій Бурлака | Віктор Гевко                    | 28 лютого 2023 |
| В пошуках подарунка Ярчику на день народження Юрчик і кум заходять в магазин до Вєри. Там вони зустрічають діда Петра. Той радить подарувати Ярчику сучасну іграшку – поп-іт або сімпл-дімпл. Хлопці відмовляються. Натомість, побачивши, як на продажі такої простої іграшки заробляють величезні гроші, у кума і Юрчика виникає ідея – створити власну іграшку і розкрутити успішний бізнес. |                |                          |                |                                 |                |
| 284 | 16             | «Реклама»                | Андрій Бурлака | Ілля Дерменжі та Сергій Бібілов | 28 лютого 2023 |
| У ресторані Юрчик умовляє дружину купити класну японську вудочку і в цей момент режисер Остап Бурлака помічає артистичність чоловіка та пропонує йому знятися у рекламі. Після цієї події до родини приїжджає свекруха, бо шокована, що її син на всю країну заявив, що хоче покінчити життя самогубством. Але на цьому негативні наслідки реклами не закінчились, адже всі в селі вже готуються до розлучення подружжя та смерті Юрчика.                                                                   |                |                          |                |                                 |                |
| 285 | 17             | «Ведмідь»                | Андрій Бурлака | Дмитро Голубєв                  | 1 березня 2023 |
| У поліцейському відділку Сашко отримує шокуючу новину – з пересувного цирку втік дресерований ведмідь. Через цей інцидент надійшов наказ сповістити населення, щоб люди сиділи в приміщеннях, нікуди не виходили і позакривали всі двері. Новина про ведмедя змінила рутинне життя наших героїв. Вірунчик отримала бажаний вихідний від роботи, Яринка залишилась сидіти в ресторані та грати у гру “Хто Я” із колективом, а Юрчик, користуючись відсутністю дружини, пропонує куму відсвяткувати цю подію. |                |                          |                |                                 |                |
| 286 | 18             | «Перекладач із жіночої»  | Андрій Бурлака | Ілля Дерменжі та Сергій Бібілов | 1 березня 2023 |
| Яринка нагадує чоловіку про річницю їхнього першого побачення і каже йому, що ніяких подарунків робити не треба, адже найголовніше – це його увага до неї. Від цих слів щасливий Юрчик видихає з полегшенням, проте кум приводить його до тями і пояснює, що коли жінки говорять одне, то насправді хочуть зовсім іншого. У кумів виникає геніальна ідея – створити перекладач для чоловіків, щоб розуміти логіку жінок.                                                                                    |                |                          |                |                                 |                |
| 287 | 19             | «Звільнення»             | Андрій Бурлака | Дмитро Чивурін                  | 2 березня 2023 |
| Яринка розлючена приходить додому і розказує Юрчику, що її на роботі ніхто не сприймає серйозно як директорку. То Антон попросив її віднести коктейлі гостям за столик, то Борік просить покришити салат, щоб він зміг забрати доставку їжі, а Наталка взагалі – сидить в телефоні і замість роботи розмовляє із подругами. Юрчик пропонує дружині звільнити когось із персоналу, щоб показати іншим “хто тут господар” і відновити авторитет Яринки серед колег.                                           |                |                          |                |                                 |                |
| 288 | 20             | «День святого Валентина» | Андрій Бурлака | Аліна Блажкевич                 | 2 березня 2023 |
| День всіх закоханих починається з того, що Яринка біжить в ресторан, щоб підготувати його до свята. А Юрчик із самого ранку думає над тим, що подарувати дружині на свято. Він раптово знаходить у шафі гітару і починає створювати авторську пісню, щоб зробити коханій музичний сюрприз. А тим часом Сашко репетирує свою майбутню розмову із Вірою про їхні стосунки. |                |                          |                |                                 |                |